# Estrées-Deniécourt
Estrées-Deniécourt is een gemeente in het Franse departement Somme (regio Hauts-de-France) en telt 245 inwoners (1999). De plaats maakt deel uit van het arrondissement Péronne.

## Geografie
De oppervlakte van Estrées-Deniécourt bedraagt 6,5 km², de bevolkingsdichtheid is 37,7 inwoners per km².
De onderstaande kaart toont de ligging van Estrées-Deniécourt met de belangrijkste infrastructuur en aangrenzende gemeenten.

## Demografie
Onderstaande figuur toont het verloop van het inwonertal (bron: INSEE-tellingen).